# 拉比西耶尔 (加来海峡省)
拉比西耶尔（法語：Labuissière，亦作，法語發音：[labɥisjɛʁ]）是法国加来海峡省的一个旧市镇。1987年，拉比西耶尔与市镇阿图瓦地区布律埃合并为市镇布律埃-拉比西耶尔。

## 地理
拉比西耶尔（50°29'22.9"N, 2°33'56.0"E）位于法国上法蘭西大區加来海峡省，该省份为法国北部沿海省份，西北濒北海，南至索姆省，东临北部省。
与拉比西耶尔接壤的市镇（或旧市镇、城区）包括：阿图瓦地区布律埃。
拉比西耶尔的时区为UTC+01:00、UTC+02:00（夏令时）。

## 行政
拉比西耶尔的邮政编码为62700，INSEE市镇编码为62482。

## 人口
拉比西耶尔于2018年1月1日时的人口数量为3647人。